# Sailly (Saona y Loira)
 Sailly  es una comuna y población de Francia, en la región de Borgoña, departamento de Saona y Loira, en el Distrito de Mâcon y cantón de Saint-Gengoux-le-National.
Está integrada en la Communauté de communes entre Grosne et Guye.

## Demografía
| 380 | 415 | 405 | 405 | 473 | 432 | 416 | 402 | 402 | 387 | 368 | 376 | 362 | 365 | 343 | 334 | 319 | 321 | 293 | 251 | 198 | 184 | 166 | 159 | 144 | 139 | 103 | 97 | 91 | 83 | 80 | 70 | 80 |
| Para los censos de 1962 a 1999 la población legal corresponde a la población sin duplicidades (Fuente: INSEE [Consultar]) |     |     |     |     |     |     |     |     |     |     |     |     |     |     |     |     |     |     |     |     |     |     |     |     |     |     |    |    |    |    |    |    |